# Southeast Christian Church
Die Southeast Christian Church ist eine evangelikale Megachurch in Louisville, Kentucky. Gegründet wurde sie am 1. Juli 1962. Mit 21.764 Mitgliedern (2013) ist sie die siebtgrößte Einzelgemeinde der USA.
Jedes Wochenende halten die Pastoren Dave Stone und Kyle Idleman vier Gottesdienste, die von 20.000 Gläubigen besucht werden. Ihre Predigten werden auf mehreren nationalen und internationalen Radiosendern übertragen.